# سوكول (بدلة الفضاء)

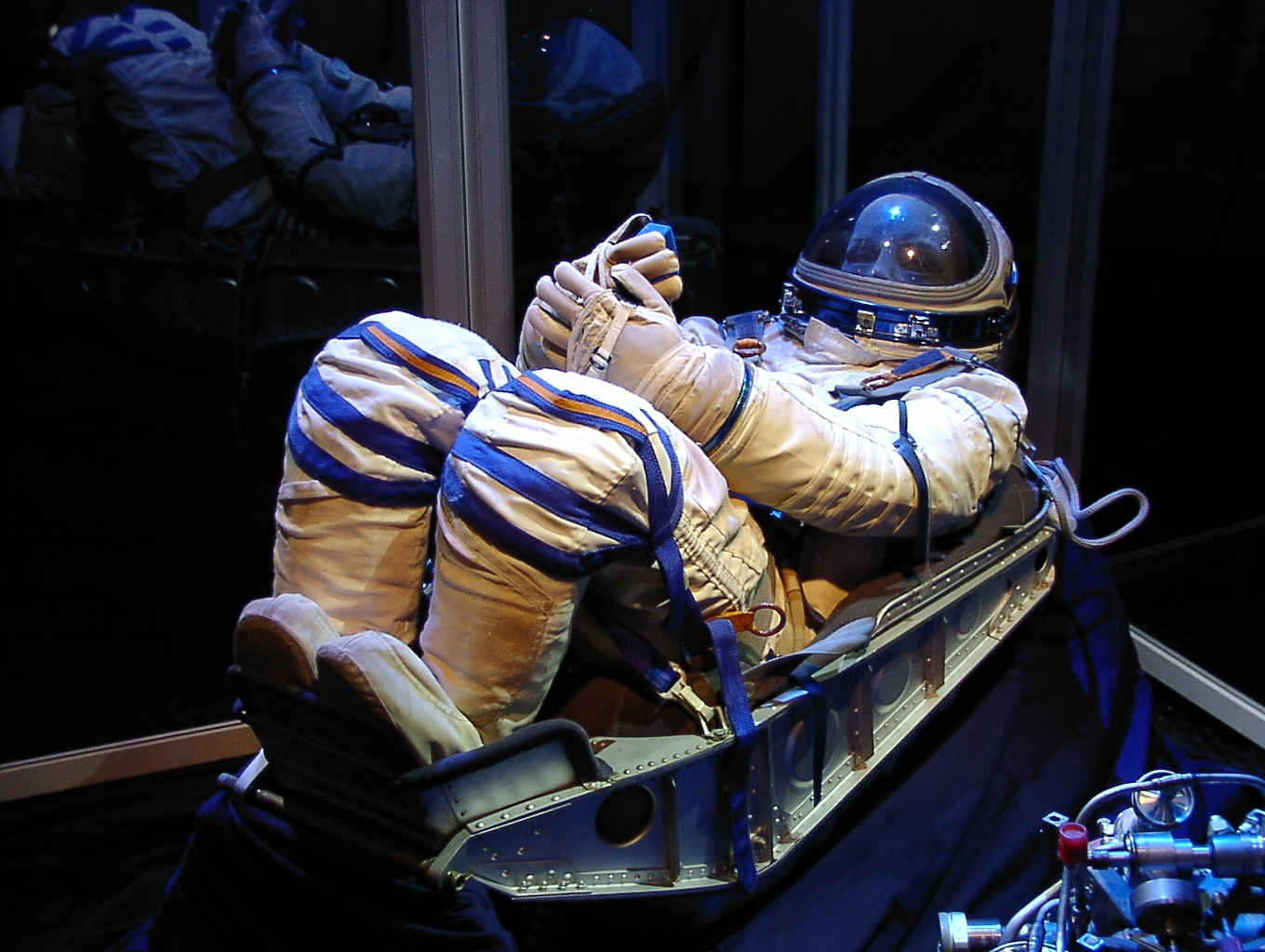
بدلة الفضاء سوكول محمولةعلى مقعد دلو

بدلة الفضاء سوكول ( (الروسية: Сокол) ومعناها الصقر ) هي بدلة فضاء روسية يرتديها جميع رواد الفضاء على متن مركبة الفضاء سويوز أثناء مناورات الإطلاق والهبوط والرسو. استُخدم هذا النوع لأول مرة في عام 1973 وما زال يستخدم حتى اليوم. تسميها الشركة المصنعة NPP Zvezda بدلة إنقاذ لأنها تستخدم فقط لحماية رائد الفضاء في حالة فقدان الضغط على متن مركبة الفضاء سويوز. وهذا يعني أن لها نفس وظيفة بدلة ACE الأمريكية البرتقالية المعروفة والتي يرتديها رواد مكوك الفضاء أثناء إقلاع وهبوط مكوك الفضاء. الاستخدام الخارجي غير ممكن مع بدلة سوكول، ولكن توجد بدل أخرى للفضاء روسية مثل نوع Orlan-D .

## الوصف

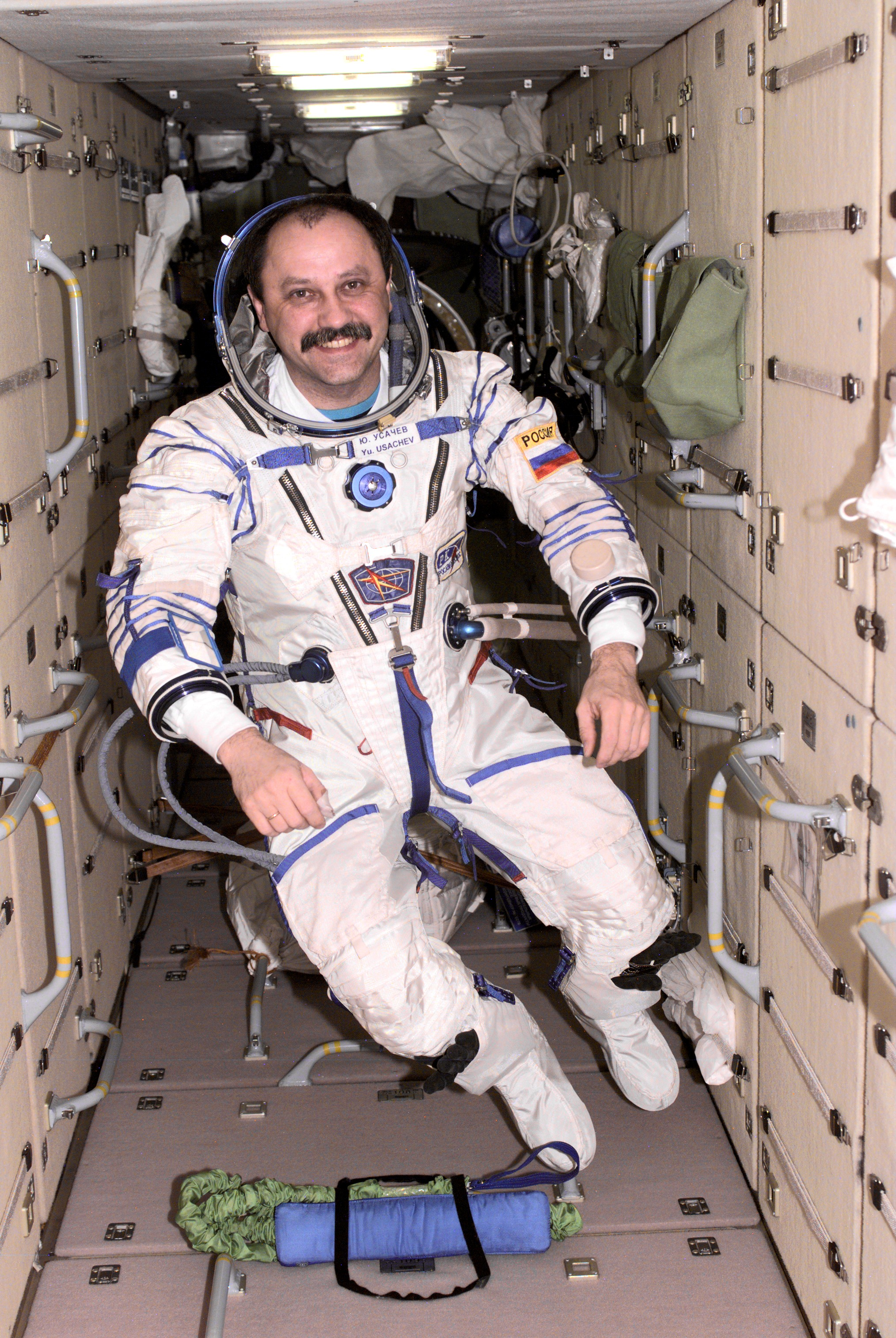
يوري أوساتشوف في بدلة سوكول- KW2

الإصدار الحالي للبدلة يسمى Sokol-KW2 (Сокол КВ-2). يتكون من غطاء ضغط داخلي مصنوع من كابرون وغطاء خارجي مصنوع من النايلون الأبيض. تم دمج الأحذية في البدلة ، في حين أن القفازات قابلة للإزالة باستخدام موصلات الألومنيوم المؤكسد الزرقاء . يتم توصيل حاجب البولي كربونات بالمفاصل على مستوى الأذن ، وعند إغلاقه ، يتم غلقه بالبدلة بشفة من الألومنيوم المؤكسد. يتم طي الغطاء أو الخوذة الداخلية الناعمة عند فتح الواقي. تحتوي البدلة الفضائية على أربعة جيوب على الساقين وأشرطة تعديل على الذراعين والساقين والصدر والبطن.
مقياس الضغط الداخلي على المعصم الأيسر. تُلبس مرآة على شريط مطاطي عند المفصل الأيمن. هذا يسمح لرائد الفضاء بقراءة الأدوات التي عادة ما تكون خارج مجال نظره. يتم أيضًا ارتداء مقياس الارتفاع أثناء إعادة الدخول لمراقبة ضغط الكابينة. غالبًا ما يتم ربط الساعة ببدلة الفضاء بشريط مطاطي. معظم الساعات من أصل سويسري أو روسي وتم شراؤها من القطاع الخاص.
منافذ الكهرباء والاتصالات على اليمين عند ارتفاع الخصر. توجد الوصلات المنفصلة للهواء والأكسجين على الجانب الأيسر. في الحالة العادية ، تقوم مروحة تعمل بالكهرباء بنفخ الهواء في الكابينة عبر البدلة بمعدل تدفق يبلغ 150 لترًا / دقيقة. إذا انخفض ضغط الكابينة عن 600 hPa ، فسيتم استبدال إمداد الهواء تلقائيًا بالأكسجين من الأسطوانات. تحافظ البدلة على هذا الضغط الداخلي بغض النظر عن انخفاض ضغط المقصورة. يخرج الهواء والأكسجين من البدلة من خلال صمام التنفيس الأزرق في وسط الصدر. وبالتالي ، فإن البدلة الفضائية هي نظام دعم الحياة ، على غرار بدلة الغوص . هذا يجعل البدلة سهلة للغاية في التركيب. العيب هو الاستهلاك العالي للأكسجين ، وهو أمر مقبول ، لأن النظام يستخدم فقط في حالات الطوارئ.
تزن البدلة حوالي عشرة كيلوغرامات ووجدها بعض رواد الفضاء عائقًة للحركة. تم تصميمها ليتم ارتداؤها لمدة تصل إلى 30 ساعة في بيئة ضغط عادية وحتى ساعتين في الفراغ . بالإضافة إلى ذلك ، فإن البدلات تطافو في الماء ولها طوق عنق يمنع الماء من دخول البدلة. تم تجهيز طواقم سويوز بمساعدات الطفو ومعدات النجاة في الطقس البارد لحالات الطوارئ.
بحلول نهاية عام 2002 كانت 309 صالحة للطيران و 135 اختبارًا و بدلات تمرين . في غضون ذلك ، زادت هذه الأرقام بشكل أكبر بسبب استخدام مركبة الفضاء سويوز كمغذي لمحطة الفضاء الدولية.

## تطبيقات
يتم تجهيز كل رائد فضاء ببدلة رحلة فضائية مصنوعة يدويًا. من المهم جدًا أن تكون البدلة مناسبة تمامًا. للتحقق من ذلك ، يجلس رواد الفضاء المستقبليون لمدة ساعتين ببدلة سوكول في مقعدهم المصمم خصيصًا نوع Kasbek-U (الروسية Казбек-У ) ويتم تعديل البدلة بدقة مع الأشرطة على الذراعين والساقين والصدر وتعديلها إذا لزم الأمر. يتم الاهتمام للملاءمة الدقيقة للبدلة من أجل تجنب الإصابات ونقاط الضغط أثناء الإقلاع والهبوط ، حيث تحدث أحمال عديدة من جي G. يتطلب التركيب الدقيق للمقعد والبدلة نقل مقاعد الجرافة من مركبة فضائية من طراز سويوز إلى مركبة فضائية أخرى في حالة عودة رائد الفضاء بمركبة فضائية غير مركبة الإطلاق.

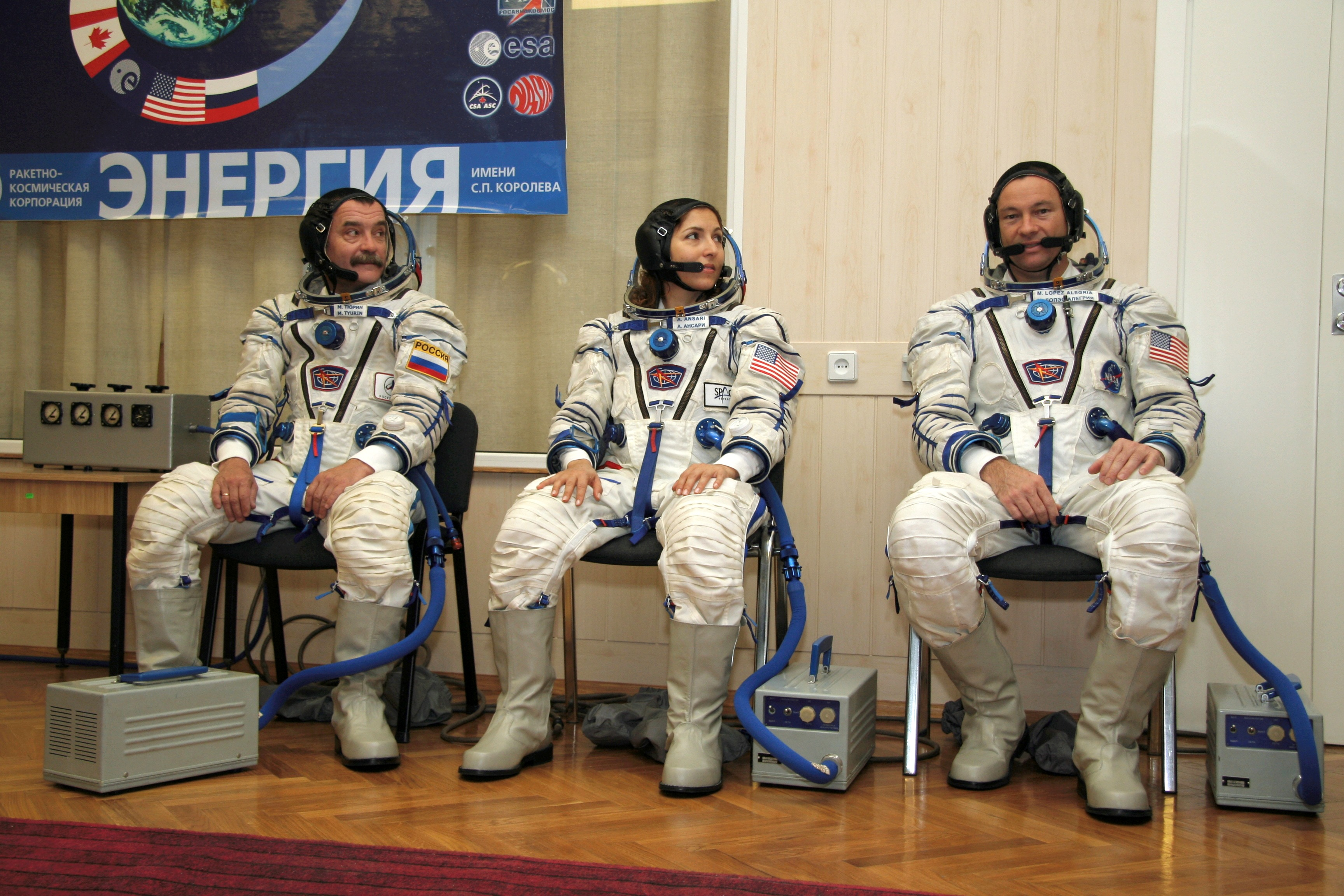
طاقم سويوز TMA-9 في بدلات الفضاء الخاصة بهم من نوع سوكول مع معدات التهوية المحمولة.

للدخول في بدلة الفضاء ، يتم فتح السوستين على شكل حرف V في المقدمة. يوجد أسفل هذا فتحة أنبوبية كبيرة في مغلف الضغط تسمى الملحق. يبدأ رائد الفضاء بقدميه أولاً ، ثم يضع ذراعيه من خلال الفتحات المتوفرة ، وأخيراً يلصق رأسه في الخوذة من الأسفل. لأتمام ختم الزائدة يتم لفها بإحكام (على غرار أكياس الدراجات المقاومة للماء مع إغلاق لفة ) وتثبيتها بأشرطة مرنة. يتم تخزين انتفاخ الزائدة الملفوفة تحت لسان على شكل حرف V في المقدمة. يتم توصيل البدلة الفضائية التي يتم ارتداؤها على الأرض بجهاز تهوية محمول ، مما يضمن تهوية البدلة وتبريدها. لمنع تلف قدمي البدلة ، يتم شد الأحذية الجلدية الرمادية فوق البدلة على الأرض. يجب إزالتها قبل دخول المركبة الفضائية سويوز. هذا أيضا يمنع تلوث المقصورة المضغوطة.
تُلبس بدلة الضغط Sokol أثناء الإقلاع والهبوط ، مع سحب القفازات وإغلاق القناع. خلال حالة الطوارئ تتحمل البدلة ضغطًا داخليًا عادةً 400 hPa فوق الضغط المحيط. سيؤدي ذلك إلى تضخم البدلة قليلاً وتقييد حرية حركة رائد الفضاء. يجب أن يظل تشغيل سفينة الفضاء بواسطة رائد الفضاء ممكنًا أيضا بمع ارتدائه البدلة .
إذا أصبحت القيود المفروضة على الحركة كبيرة جدًا ، فمن الممكن تقليل صمام تخفيف الضغط الأزرق إلى ضغط أقل بمقدار 270 hPa (الوضع الاحتياطي). ثم يتم تزويد البدلة بالأكسجين النقي. بسبب خطر مرض انخفاض الضغط على الرائد فإن هذا يستخدم فقط لحالات الطوارئ المطلقة.

## التاريخ
تم ارتداء بدلات الضغط بالفعل في رحلات فوستوك . عندما تم تصميم مركبة الفضاء الجديدة سويوز في منتصف الستينيات ، اتخذ المطورون في مكتب التصميم OKB -1 قرارًا مثيرًا للجدل بعدم استخدامها في المركبة الفضائية الجديدة. حملت بعض بعثات سويوز المبكرة بدلات الفضاء جاستريب ، لكنها كانت تُستخدم حصريًا في السير في الفضاء .
يوم 30 يونيو 1971 ، توفي طاقم سويوز 11 عند عودتهم عندما فرغت كبسولة الهبوط بسبب صمام الهواء المنفوخ. كانت إحدى توصيات لجنة التحقيق أنه يجب على جميع أطقم العمل في المستقبل ارتداء بدلات ضغط خلال المراحل الحرجة (الإقلاع والهبوط ومناورات الالتحام) لمهمتهم.
تم تكليف NPP Zvezda بتطوير بدلات جديدة لشركة سويوز. رفضوا تبني بدلات فضائية موجودة لأنها إما مصممة للاستخدام لفترات طويلة في الفراغ و / أو أنها غير مناسبة للاستخدام مع مقاعد دلو Kazbek للمركبة الفضائية سويوز. طور المصممون بتحت أشراف Gai Ilyich Sewerin ، نموذجًا جديدًا يعتمد على بدلة ضغط سوكول للطيارين المقاتلين. كان الاختلاف الرئيسي بين البدلة الجديدة هو خوذة مختلفة. تم حذف المعدات المطلوبة فقط للطيران ، مما ساعد على توفير الوزن.
في الوقت تم تطوير نظام دعم الحياة بالتعاون مع مكتب تطوير سيرجي كوروليف . أعطيت البدلة النهائية تسمية Sokol-K ، حيث يرمز K إلى الكون .

## المتغيرات

### سوكول-K
تم استخدام النسخة الأصلية من بدلة سوكول لأول مرة في رحلة سويوز 12 في عام 1973. على عكس النموذج الحالي ، فإن غلاف الضغط مصنوع من المطاط ويتم ربط الغلاف الخارجي بسوست على شكل V. بدلاً من إغلاقه. كان على مرتدي البدلة أن يرتديها تحت هذا الملابس الداخلية القطنية ، وغطاء الاتصال وحزام مع أجهزة استشعار حيوية.

### سوكول-KR
تم تطوير نسخة Sokol-KR للاستخدام مع مركبة الفضاء TKS ، والتي كانت جزءًا من برنامج Almaz العسكري. لم يتم استخدام البدلة مطلقًا لأن المركبة الفضائية TKS كانت تحلق بدون طيار . الفرق الرئيسي هو أن هذه البدلة مصممة للعمل مع نظام دعم الحياة المتجدد.

### سوكول-KM و سوكول-KW
بدأ العمل على تحسين سوكول-K في عام 1973. كانت سوكول-KM و KW للتهوية ، نماذج وسيطة لتطوير سوكول - KW2 ولم يتم استخدامها في أي رحلة إلى الفضاء.
تتكون سوكول-KM و KW من نصف علوي وسفلي متصل بالسوستات . تم التخلي عن هذا المبدأ بالنسبة لـ Sokol-KW2 المطورة بشكل أكبر وأعيد تقديم الوصول من خلال الملحق. قرر المطورون أن هذا سيجعل البدلة أكثر موثوقية من السوست حيث أنها محكمة الإغلاق . تم إجراء تغييرات إضافية على النسيج الخارجي على المفاصل والقفازات لتسهيل تشغيل المركبة الفضائية.
لزيادة الراحة تم تجهيز كلا النوعين بملابس داخلية مبردة بالماء. هذا سمح بتبديد حرارة الجسم الزائدة بشكل أكثر كفاءة. جميع البدل الأخرى تستخدم الهواء للقيام بذلك.

### سوكول- KW2
شوهد الإصدار الحالي سوكول-KV2 لأول مرة في رحلة سويوز T-2 في 5 يونيو 1980.
كان التحسن الرئيسي على Sokol-K هو استبدال غطاء الضغط الداخلي المطاطي بأخرى مصنوعة من كابرون المطاطي ، وهو من نوع بولي أميد. هذا سمح بتخفيض وزن البدلة . وتم تحسين القناع وزيادة حجمه لتحسين مجال رؤية رائد الفضاء. تم استبدال الأشرطة الموجودة على الغلاف الخارجي بسحّابات (سوستة) من أجل تشغيلها وإيقافها بشكل أسرع. تحرك صمام التنفيس من الجانب الأيسر للبطن إلى منتصف الصدر للسماح بإجراء العملية بكلتا اليدين. تم أيضًا تنفيذ تحسينات على ذراع وساق وقفاز سوكول- KW ، على الرغم من عدم نقل الملابس الداخلية المبردة بالماء من KM و KW. يعتقد أن يكون سعر هذه البدلة 30.000 يورو.

## التطورات في البلدان الأخرى

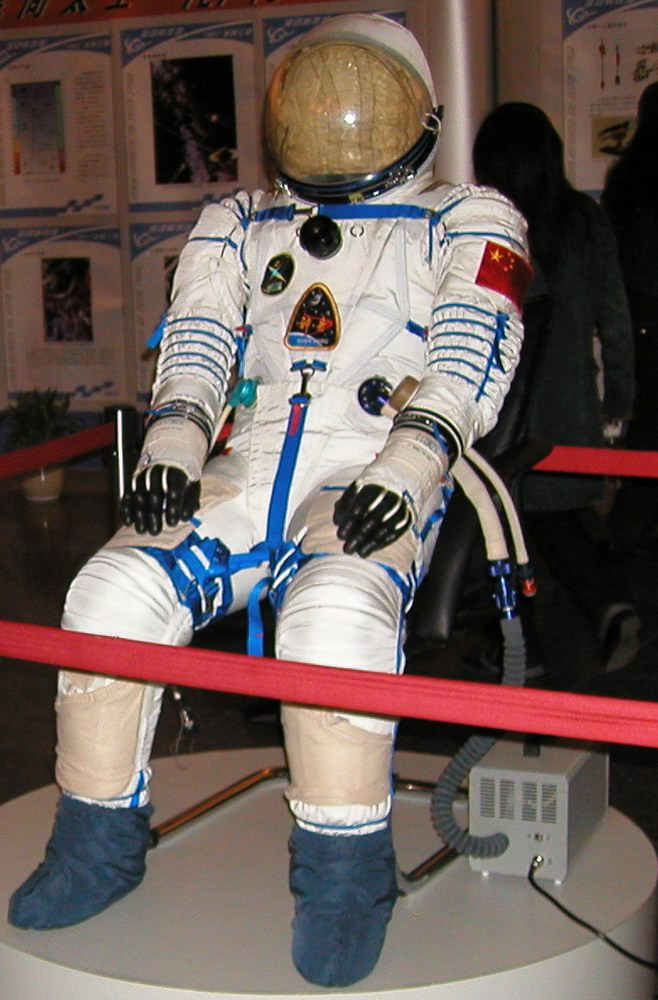
بدلة الفضاء الصينية من تصميم Yang Liwei

من المعروف أن الصين قد اشترت عددًا من بدلات الفضاء من روسيا لبرنامجها الفضائي . تبدو بدلة يانغ ليوي ، التي ارتداها خلال أول رحلة فضاء صينية مأهولة على متن شنتشو 5 ، مثل سوكول- KW2 ، ولكن يُعتقد أنها نسخة طبق الأصل صنعتها الصين. تظهر صور رواد الفضاء شنتشو 6 Fei Junlong وNie Haisheng بدلات معدلة قليلاً. يقال أيضًا أن هذه أخف وزنا.
تم شراء بدل Sokol أيضًا لاستخدامات أخرى. كان من المخطط أن يرتدي طاقم المنطاد البريطاني QinetiQ 1 بدلات NPP Zvezda المعدلة. نظرًا لأنه كان من المفترض أن يجلس سائقو المناطيد في منصة مفتوحة أثناء الطيران ، فإن بدلات سوكول - إلى جانب ملابس خارجية كثيفة - كانت ستحميهم من البرد والضغط المنخفض في الستراتوسفير . من المرجح أن يصل ارتفاع البالون إلى 40  كيلومتر وأكثر . تم التخلي عن المشروع بعد أن حدث تلف للبالون.

## سوق الهواة
عرضت مناقصة Sotheby's بدل سوكول في المزاد ، بما في ذلك تلك التي يرتديها رواد الفضاء في الفضاء ، لأول مرة في مزاد عام 1993 مع عناصر أخرى تتعلق بتاريخ الفضاء الروسي. بعد ذلك بدأت قطع المعدات مثل القفازات وأغطية الاتصالات والمرايا اليدوية وأحيانًا البدل الكاملة ، في الظهور على منصة المزاد عبر الإنترنت eBay . عادة ما يتم التخلص من هذه المعدات التدريبية البالية التي لم تكن موجودة في الفضاء من قبل . تنتمي هذه الأشياء في الواقع إلى روسيا ، لذا فإن شرعية البيع موضع شك. كما يشتبه في أن المافيا الروسية متورطة في تلك التجارة.

## معلومات تقنية
الوضع : 31. كانون الأول (ديسمبر) 2002 
| مميزات                                                 | سوكول ك              | سوكول كو             | سوكول- KW2           |
| ------------------------------------------------------ | -------------------- | -------------------- | -------------------- |
| فترة التطوير                                           | 1971-1973            | 1974-1979            | 1973-1979            |
| فترة الاستخدام                                         | 1973-1981            | -                    | 1980 حتى الآن        |
| وقت التشغيل في مقصورة جيدة التهوية                     | حتى 30 ساعة          | حتى 30 ساعة          | حتى 30 ساعة          |
| وقت التشغيل في المقصورة منزوعة الضغط                   | حتى 2 ساعة           | حتى 2 ساعة           | حتى 2 ساعة           |
| الوضع القياسي للضغط الاسمي                             | 400 هكتو باسكال      | 400 هكتو باسكال      | 400 هكتو باسكال      |
| وضع النسخ الاحتياطي للضغط الاسمي                       | 270 هيكتو باسكال     | 270 هيكتو باسكال     | 270 هيكتو باسكال     |
| تدفق الهواء                                            | ≥ 150 لفة في الدقيقة | ≥ 150 لفة في الدقيقة | ≥ 150 لفة في الدقيقة |
| تدفق الأكسجين                                          | 20 لفة في الدقيقة    | 20 لفة في الدقيقة    | 20 لفة في الدقيقة    |
| وزن                                                    | 10 كلغ               | 12 كلغ               | 9 كلغ                |
| النسخ المصنعة: </br> صالحة للطيران / الاختبار والتدريب | 89/66                | 0/6                  | 220/63               |

## روابط انترنت
- NPP Zvezda نسخة محفوظة 13 أغسطس 2021 على موقع واي باك مشين. (الروسية / الإنجليزية)
- ناسا: ملابس لأطقم محطة الفضاء الدولية نسخة محفوظة 18 أكتوبر 2016 على موقع واي باك مشين.
- صور سوكول KV-2
- نسخة محفوظة [Date missing], at www.nasm.si.edu (الإنجليزية)